# Ghelna castanea
Ghelna castanea là một loài nhện trong họ Salticidae.
Loài này thuộc chi Ghelna. Ghelna castanea được Nicholas Marcellus Hentz miêu tả năm 1846.